# سوفت إيماج إكس إس آي
سوفت إيماج (بالإنجليزية: Softimage)‏ برامج تصميم الثلاثي الأبعاد ورسوم الحاسب الآلي مملوك حالياً لشركة أوتوديسك. يقدم سوفت إيماج حزمة من الأدوات المختلفة للنمذجة، التحريك، التظليل، المحاكاة والتصيير ضمن بيئة واحدة متكاملة فيما بينها. بالإضافة لما سبق يدعم سوفت إيماج نظام بصري للبرمجة يعرف بـ البيئة الإبداعية التفاعلية (Interactive Creative Environment) أو اختصاراً آيس (ICE). محرك التصيير الافتراضي فيه هو مينتال راي (Mental Ray). ومحرك المحاكاة الافتراضي هو فيزيكس (PhysX).
يدعم البرنامج كل من المعالجات 32-بت و64-بت ويتوفر منه إصدارين أحدها لنظام التشغيل ويندوز (Windows) والأخرى للـ لينكس (Linux).

## لغات تطوير البريمجات المدعومة
- في بي سكريبت (VBScript).
- جافا سكريبت (JScript).
- بيثون (Python).

## أهم الأفلام المستخدم بها
- تايتانيك (Titanic).
- الحديقة الجوراسية (Jurasic Park).

## أهم الألعاب المستخدم بها
- ريزدنت إيفل 4 (Resident Evil 4).
- ميتال غير سوليد 4 (Metal Gear Solide 4).